# Okres Hlohovec
Hlohovec is een district (Slowaaks: okres) in de Slowaakse regio Trnava. De hoofdstad is Hlohovec. Het district bestaat uit 2 steden (Slowaaks: mesto) en 22 gemeenten (Slowaaks: obec).

## Steden
- Hlohovec
- Leopoldov

## Lijst van gemeenten
| - Bojničky - Červeník - Dolné Otrokovce - Dolné Trhovište - Dolné Zelenice - Dvorníky - Horné Otrokovce - Horné Trhovište | - Horné Zelenice - Jalšové - Kľačany - Koplotovce - Madunice - Merašice - Pastuchov - Ratkovce | - Sasinkovo - Siladice - Tekolďany - Tepličky - Trakovice - Žlkovce |

Okres Dunajská Streda · Okres Galanta · Okres Hlohovec · Okres Piešťany · Okres Senica · Okres Skalica · Okres Trnava